# Пырек, Моника
Моника Зофья Пырек-Рокита (пол. Monika Zofia Pyrek-Rokita; р. 11 августа 1980 в Гдыне) — польская спортсменка, прыгунья с шестом.
Двукратная серебряная медалистка чемпионатов мира (2005, 2009), бронзовая призёрка чемпионата мира (2001). Чемпионка мира среди молодёжи (2001) и серебряная медалистка чемпионата мира среди молодёжи (1998). Серебряный медалист чемпионата Европы 2006.
Призёр чемпионата мира в залах (2003), призёрка чемпионата Европы (2002, 2005).
Рекордсменка Европы (2001 — 4,61 м), 69-кратная рекордсменка Польши, чемпионка Польши.
Личный рекорд — 4,76 (2005).